# وست هرلی (نیویورک)
وست هرلی (به انگلیسی: West Hurley) یک منطقهٔ مسکونی در ایالات متحده آمریکا است که در شهرستان اولستر، نیویورک واقع شده‌است. وست هرلی ۹٫۸ کیلومتر مربع مساحت و ۱٬۹۳۹ نفر جمعیت دارد و ۱۸۲ متر بالاتر از سطح دریا واقع شده‌است.